# Ричард Бартълмес
Ричард Семлър Бартълмес (на английски: Richard Semler Barthelmess) е американски филмов актьор, предимно от епохата на нямото кино.
Участва заедно с Лилиан Гиш във филмите на Дейвид Уорк Грифит „Пречупената лилия“ (1919) и „Далеч на изток“ (1920) и е един от основателите на Академията за филмово изкуство и наука през 1927 г. На следващата година е номиниран за наградата Оскар за най-добър актьор за два филма: The Patent Leather Kid и The Noose.

## Произход и младежки години
Бартълмес е роден в Ню Йорк, син на Каролайн У. Харис, театрална актриса, и Алфред У. Бартълмес. Баща му умира, когато Ричард е на една година.
Чрез майка си той израства в театъра, „разхождайки“ се на сцената от ранна възраст. Образование получава във Военната академия на река Хъдсън в Наяк, Ню Йорк и Тринити Колидж в Хартфорд, Кънектикът. Играе в театрални постановки в колежа и в други аматьорски продукции.

## Кариера
Руската актриса Ала Назимова, приятелка на семейството, учи английски при Каролайн Бартълмес. Назимова убеждава Ричард да опита да играе професионално и през 1916 г. той дебютира на екрана в сериала „Романсът на Глория“ като некредитиран статист. Появява се и в поддържаща роля в няколко филма с участието на Маргьорит Кларк. Следващата му роля в War Brides срещу Назимова привлича вниманието на режисьора Дейвид Уорк Грифит, който му предлага няколко важни роли, и накрая го избира за партньор на Лилиан Гиш в „Пречупената лилия“ (1919 г.) и „Далеч на изток“ (1920 г.).
Бартълмес основава собствена продуцентска компания, Инспирейшън Филм Къмпани, заедно с Чарлз Дуел и Хенри Кинг. Един от филмите им, Tol'able David (1921 г.), в който Бартълмес играе ролята на тийнейджър пощальон, има голям успех. През 1922 г. сп. „Фотоплей“ го описва като „идолът на всяко момиче в Америка“. През 20-те години на 20 век Бартълмес се радва на голяма популярност сред женската публика.
Бартълмес скоро става един от добре платените актьори на Холивуд, участвайки в класики като The Patent Leather Kid през 1927 г. и The Noose през 1928 г.; номиниран е за най-добър актьор на първите награди Оскар за участието си и в двата филма. Освен това печели специална награда за продуцирането на The Patent Leather Kid.
С отминаването на ерата на нямото кино Бартълмес остава звезда в продължение на още няколко години. Играе множество главни роли във филми със звук като „Синът на боговете“ (1930 г.), „The Dawn Patrol“ (1930 г.), „The Last Flight“ (1931 г.), „The Cabin in the Cotton“ (1932 г.) и „Heroes for Sale“ (1933 г.). Избира филмите, в които да играе, и често участва в противоречиви или социално отговорни филми. Въпреки това през 30-те години на 20 век популярността му започва да намалява, тъй като той става твърде стар за момчешките роли, които обикновено играе, и в по-късните си филми между 1939 г. и пенсионирането си през 1942 г. се насочва към поддържащи роли – например ролята на опозорения пилот и съпруг на героинята на Рита Хейуърт в „Само ангелите имат крила“ (1939 г.).
Бартълмес не успява да запази славата си от дните на нямото кино и постепенно напуска развлекателната индустрия. Записва се в резерва на ВМС на САЩ по време на Втората световна война и служи като лейтенант-командир. Никога не се връща в киното, като вместо това предпочита да се издържа от инвестициите си в недвижими имоти.

## Личен живот
На 18 юни 1920 г. Бартълмес се жени за Мери Хей, театрална и филмова звезда на екрана, в Ню Йорк. Те имат една дъщеря, Мери Бартълмес, преди да се разведат на 15 януари 1927 г.
На 21 април 1928 г. Бартълмес се жени за Джесика Стюарт Сарджент, с която остава до смъртта си през 1963 г.
Бартълмес умира от рак на гърлото на 17 август 1963 г., на 68 години, в Саутхамптън, Ню Йорк. Погребан е в гробището и мавзолея „Фернклиф“ в Хартсдейл, Ню Йорк.

## Наследство
- Бартълмес е сред 36-мата основатели на Академията за филмово изкуство и наука.[13]
- През 1960 г. Бартълмес получава звезда на Холивудската алея на славата на бул. Холивуд 6755 за приноса си към филмовата индустрия.[14]
- Бартълмес е сред втората група носители на наградата Джордж Истман през 1957 г., която се връчва от Джордж Истман Хаус за изключителен принос към филмовото изкуство.[15]

## Избрана филмография
- War Brides (1916)
- Broken Blossoms (1919)
- Way Down East (1920)
- Tol'able David (1921)
- The Fighting Blade (1923)
- The White Black Sheep (1926)
- The Patent Leather Kid (1927)
- The Noose (1928)
- Son of the Gods (1930)
- The Dawn Patrol“ (1930)
- The Last Flight (1931)
- The Cabin in the Cotton (1932)
- Heroes for Sale (1933)
- Massacre (1934)
- A Modern Hero (1934)
- Only Angels Have Wings (1939)
- The Mayor of 44th Street (1942) – Ед Кърби (последна филмова роля)